# Vitaxa
Vitaxa, em latim, pitíaxes, piticsigã ou bítix, em grego, ou também conhecido em variantes do georgiano (pitiaxši/patiašxi), parta (bytḥš, bytḥškn, bidaxš) persa médio (btḥšy, btḥškn, bidaxš), aramaico (bṭḥšʾ, byṭyʾḥš, pyṭḥšʾ pdḥšʾ), armênio (bdeašx) e siríaco (pṭḥš, pṭkšʾ, ʾpṭkš), foi um título iraniano utilizado durante a Antiguidade e começo da Idade Média.

## Etimologia
Sua etimologia é incerta, mas geralmente se assume que possui uma origem iraniana. Os estudiosos que se dedicaram a determinar sua etimologia pautaram suas análises no estudo das iniciais p- ou b- presentes em praticamente todas as variantes do nome. Caso p- esteja na origem da palavra, uma derivação de pati- é possível. Josef Markwart em 1901 associou o termo ao antigo nome persa Patíxites (grego), mas depois decidiu ignorar esta associação. F. Altheim sugeriu que derivou de *patixšāyaθiya, uma posição endossada por D. Harnack, porém questionada por Sundermann que afirma que a forma persa média e parta seria *pā/ădi(x)šāh. F. C. Andreas propôs que derivou de *pati- + *āxš- (cf. aibi-āxš-), "supervisionar", ou *axš-, "olho", (em avéstico; aš- em daévica), o que formaria *pati-āxš-tar, "supervisor". Outros autores como Pagliaro (*pati-, "senhor", e *axš, "olho", ou seja, "o olho do rei", em relação ao título grego oftalmo do basileu [ʾophthalmòs toû basiléōs]), Bailey (*pati-ā/ăxša) e Eilers (*pati-axš-) propuseram variações semelhantes.
Werner Sundermann, no entanto, questiona estas etimologias propostas, pois nenhuma delas explica porque a inicial p- não sobreviveu nas formas iranianas partas e persas médias. Uma outra série de etimologias considerando b- como a inicial original também foram propostas. Nyberg derivou-a de *bitiyaxša (*bitīya, "segundo", e em parta como bidīg), o que foi aceito por Werner Sundermann, exceto quando definido como "o segundo olho" (do rei). Frye sugeriu *bitīya-xšāyaθiya sem explicar a enorme redução da última parte da palavra. Em 1969, W. Hinz sugeriu o termo *dvitiyaxšaya, (lit. "segundo governante", ou seja, "vice-rei"), uma posição apoiada por Szemerényi. Com base nesta última etimologia, Sundermann propôs um desenvolvimento hipotético: *bitīyaxš > bidyaxš (armênio bdeašx) > bidixš (grego bídix) > bidaxš (pálavi bythš). Para ele, as formas com p- podem ser explicadas como formações análogas com palavras em *pā/ăti- (por exemplo pādixšāy, "governante, autoritário").

## História
O termo aparece em inscrições oriundas de várias regiões no Cáucaso, Irã e Iraque. Do sítio de Armazi, na atual Geórgia, foram descobertas várias menções ao título: numa inscrição sobre uma pedra tumular do século I, numa inscrição bilíngue do século II, numa inscrição sobre um selo e numa tigela de prata, ambos do século III. Também aparece outra tigela de prata descoberta em Bori, na Geórgia. Em Hatra, no Iraque, foram descobertas duas inscrições em aramaico do século I-III com menções a ele, uma sobre uma estátua e outra uma inscrição memorial. No Irã aparece na inscrição trilíngue de Sapor I (r. 240–270) no Cubo de Zaratustra escrita em 262, na inscrição de Paiculi de Narses I (r. 293–302) escrita entre 293 e 296 e no nome de um comandante sassânida do século VI citado por Procópio de Cesareia. Na Armênia aparece na inscrição de um selo e é citado por alguns historiadores antigos: Agatângelo, Fausto, o Bizantino, etc. O título também é citado no século IV na obra de Amiano Marcelino e como um título alano (itaxes).
Werner Sundermann considera que, caso a teoria de Hinz estiver totalmente correta, vitaxa foi um originalmente um título persa adaptado ao sistema sonoro parta e preservado na titulatura da administração parta. Segundo ele, esta hipótese é sustentada pelo fato de o título estar atestado sobretudo em documentos deste período. Apesar disso, esta hipotética forma persa antiga não pode ser utilizada como prova da existência de um título e posição correspondente no Império Aquemênida. Os primeiros vitaxas conhecidos são aqueles citados nas inscrições de Armazi oriundas de um cemitério destes oficiais e seus parentes. Na inscrição bilíngue da cidade, é traduzido para o aramaico como rb trbṣ (grande senhor) e para o grego como epítropo, o correspondente, naquele momento, do governador provincial no Império Romano. Na inscrição da tigela de Armazi é listada uma dinastia de três vitaxas, indicando que eles atuavam como uma espécia de grandes senhores na corte georgiana e que poderia haver vários vitaxas ao mesmo tempo, ou seja, "pequenos vitaxas".
Segundo os historiadores armênios, havia vitaxas como senhores das marcas do país (sahmanakał) e um "grande vitaxa" como alta posição cortesã. As fontes clássicas citam que em cerca de 300 havia quatro marcas (Árabe, Ibera, Assíria e Meda) governadas pelos grandes vitaxas e outros vitaxas, mas é incerta a relação entre os títulos. Em Arzanena, por exemplo, ele era hereditário e foi dado aos membros da família dos governantes do país. Nas inscrições sassânidas, as listas de dignitários sob Artaxer I (r. 224–242) e Sapor I mencionam o vitaxa como a mais alta dignidade após os membros da casa real, inclusive antes dos representantes de outras famílias nobres. Sob Artaxer se conhece de nome certo titular chamado Artaxer, enquanto sob Sapor há três indivíduos: Sapor, Cirdisroes e Artaxer, o filho do último. Na inscrição de Paiculi, entre os dignitários que aclamaram Narses como xá está o vitaxa Pabeco, porém neste caso ele é antecedido por um azarapates.
Considerando que o título poderia ser dado a uma pessoa de primeira posição na corte indica que o titular, um possível membro da família real, atuou como vice-rei ou grão-vizir do reino. Werner Sundermann propôs que esta acepção sassânida, e possivelmente arsácida, pode ter sido preservada por Hesíquio de Alexandria que no século V definiu-o como o termo persa para "o segundo (após) do rei" e por alguns textos pálavi onde o título é atestado: no Memorial de Zarer e na Estória de Jamaspes, onde ele, conselheiro do rei Uistaspes, é chamado vitaxa. No século IV, segundo Amiano Marcelino, o título também podia designar o governador militar de uma província e segundo ele era equivalente ao ofício romano de mestre da cavalaria (magister equitum). Também é possível que o termo sobreviveu em alguns topônimos como Badaquexão (Badaḵšān) e no árabe fattāš, taftīš.